# Anisogomphus caudalis
Anisogomphus caudalis – gatunek ważki z rodziny gadziogłówkowatych (Gomphidae).